# ГАЗ-66
ГАЗ-66 je совјетски 4x4 камион уведен у употребу 1964. године. ГАЗ-66 је стекао легендарни статус у многим земљама широм света због своје поузданости, једноставности и off-road способности. Производио се до1999. када га је заменио 3308.